# Colposis mutilatus
Colposis mutilatus is een keversoort uit de familie platsnuitkevers (Salpingidae). De wetenschappelijke naam van de soort werd in 1817 gepubliceerd door Beck.